# Bokermannohyla nanuzae
Espèce
Synonymes
- Hyla nanuzae Bokermann & Sazima, 1973
- Hyla feioi Napoli & Caramaschi, 2004
- Bokermannohyla feioi (Napoli & Caramaschi, 2004)

Statut de conservation UICN

 LC  : Préoccupation mineure
Bokermannohyla nanuzae est une espèce d'amphibiens de la famille des Hylidae.

## Répartition
Cette espèce est endémique du Minas Gerais au Brésil. Elle se rencontre dans la Serra da Mantiqueira et la Serra da Mantiqueira.

## Taxinomie
Bokermannohyla feioi a été placée en synonymie avec Bokermannohyla nanuzae par Walker, Lourenço, Pimenta et Nascimento en 2015.

## Étymologie
Cette espèce est nommée en l'honneur de Nanuza Luiza de Menezes (1934-).

## Publication originale
- Bokermann & Sazima, 1973 : Anfíbios da Serra do Cipó, Minas Gerais, Brasil. 1 - espécies novas de "Hyla" (Anura, Hylidae). Revista Brasileira de Biologia, vol. 33, p. 329-336.